# Kařízek II
Kařízek II (dříve Kařízek) je osada (přezdívána také Mýto-Kařízek), základní sídelní jednotka města Mýto (na rozdíl od vesnice Kařízek, která je samostatnou obcí) v okrese Rokycany. Kařízek II se nachází u Štěpánského rybníka poblíž Mýta v Plzeňském kraji.
V osadě se nachází železniční stanice Kařízek na trati Praha–Plzeň.
Mezi přírodní památky patří památný strom „Dub s břečťanem“ a severně od osady se rozkládají Kařezské rybníky.
Nachází se zde také restaurace Pod Kaštanem. Západně od osady se nachází letiště AMG Mýto pro modeláře RC modelů.